# Maison du Sénéchal (Agen)
Pour les articles homonymes, voir Maison du Sénéchal.
La maison du Sénéchal est une maison située en France à Agen, dans le département de Lot-et-Garonne en région Nouvelle-Aquitaine.

## Localisation
La maison est située rue Puits-du-Saumon, à Agen, dans le département français de Lot-et-Garonne.

## Historique
La maison date du XIVe siècle. Son appellation ne donne pas de certitude quant à son origine. Certaines sources peuvent donner à penser qu'elle a appartenu à un sénéchal anglais ou français. D'autres historiens l'ont prise pour une synagogue à cause de la proximité avec la rue des Juifs ou une maison de corporations.
La maison a été acquise par la ville d'Agen en 1914,. Elle a été restaurée en 1972.
L'édifice est classé au titre des monuments historiques le 22 juillet 1913.